# Arrondissement de Séssène
Das Arrondissement de Séssène ist eines von den drei Arrondissements, in die das Département Mbour als Teil der Region Thiès gegliedert ist. Das Arrondissement umfasst vier Gemeinden (Communes). Die Präfektur des Arrondissements liegt in Séssène.

## Geografie
Das Arrondissement liegt im Hinterland der Petite-Côte, umfasst den Süden des Départements mit Ausnahme von Joal-Fadiouth und hat eine Fläche von 672,562 km².

## Bevölkerung
Die letzte Volkszählung ergab für das Arrondissement folgende Einwohnerzahlen:
| Commune        | Fläche km² | Einwohner 2023 |
| Séssène        | 140,100    | 31.317         |
| Sandiara       | 198,200    | 38.333         |
| Nguéniène      | 328,100    | 48.977         |
| Thiadiaye      | 6,162      | 20.168         |
| Arrondissement | 672,562    | 138.795        |